# Eubuliminella
Eubuliminella es un género de foraminífero bentónico de la familia Turrilinidae, de la superfamilia Turrilinoidea, del suborden Buliminina y del orden Buliminida. Su especie tipo es Bulimina elegans var. exilis. Su rango cronoestratigráfico abarca el Holoceno.

## Discusión
Clasificaciones previas incluían Eubuliminella en el suborden Rotaliina del orden Rotaliida.

## Clasificación
Eubuliminella incluye a las siguientes especies:
- Eubuliminella basispinata
- Eubuliminella basistriata
- Eubuliminella bassendorfensis
- Eubuliminella brevior
- Eubuliminella californica
- Eubuliminella cassandrae
- Eubuliminella curta
- Eubuliminella ecuadorana
- Eubuliminella exilis
- Eubuliminella helenae
- Eubuliminella jakovlevae
- Eubuliminella nuda
- Eubuliminella morgani
- Eubuliminella peruviana
- Eubuliminella pulchra
- Eubuliminella punctata
- Eubuliminella semihispida
- Eubuliminella subfusiformis